# Premio Ernst von Siemens
Il premio internazionale Ernst von Siemens (Ernst von Siemens Musikpreis) è un premio assegnato annualmente dall'Accademia bavarese di belle arti a un compositore, musicista o musicologo che si sia particolarmente distinto per il suo contributo nel mondo della musica. Il premio venne istituito nel 1972 da Ernst von Siemens, nipote del famoso industriale tedesco Ernst Werner von Siemens e presidente della compagnia omonima. 
Il premio viene considerato come una delle massime onorificenze nel campo della musica e viene affiancato da premi minori dedicati a festival, concerti, istituzioni musicali e giovani musicisti. Tra questi premi minori si trova anche il  premio dei compositori che premia un'opera di un giovane compositore. La fondazione mette a disposizione annualmente la cifra di 2300000 € in premi a cui si aggiungono 2100000 € per sostenere particolari progetti musicali. Dal 2007 il premio principale ammonta alla cifra di 200000 €, contro i 150000 € assegnati precedentemente.

## Vincitori del premio Ernst von Siemens
- 1974 – Benjamin Britten
- 1975 – Olivier Messiaen
- 1976 – Mstislav Rostropovich
- 1977 – Herbert von Karajan
- 1978 – Rudolf Serkin
- 1979 – Pierre Boulez
- 1980 – Dietrich Fischer-Dieskau
- 1981 – Elliott Carter
- 1982 – Gidon Kremer
- 1983 – Witold Lutosławski
- 1984 – Yehudi Menuhin
- 1985 – Andrés Segovia
- 1986 – Karlheinz Stockhausen
- 1987 – Leonard Bernstein
- 1988 – Peter Schreier
- 1989 – Luciano Berio
- 1990 – Hans Werner Henze
- 1991 – Heinz Holliger
- 1992 – H. C. Robbins Landon
- 1993 – György Ligeti
- 1994 – Claudio Abbado
- 1995 – Harrison Birtwistle
- 1996 – Maurizio Pollini
- 1997 – Helmut Lachenmann
- 1998 – György Kurtág
- 1999 – Arditti Quartet
- 2000 – Mauricio Kagel
- 2001 – Reinhold Brinkmann
- 2002 – Nikolaus Harnoncourt
- 2003 – Wolfgang Rihm
- 2004 – Alfred Brendel
- 2005 – Henri Dutilleux
- 2006 – Daniel Barenboim
- 2007 – Brian Ferneyhough
- 2008 – Anne-Sophie Mutter
- 2009 – Klaus Huber
- 2010 – Michael Gielen
- 2011 – Aribert Reimann
- 2012 – Friedrich Cerha
- 2013 – Mariss Jansons
- 2014 – Peter Gülke
- 2015 – Christoph Eschenbach
- 2016 – Per Nørgård
- 2017 – Pierre-Laurent Aimard[1]
- 2018 – Beat Furrer[2]
- 2019 – Rebecca Saunders
- 2020 – Tabea Zimmermann
- 2021 – Georges Aperghis
- 2022 – Olga Neuwirth

## Vincitori del premio dei compositori
- 1990 – Michael Jarrell e George Lopez
- 1991 – Herbert Willi
- 1992 – Beat Furrer e Benedict Mason
- 1993 – Sylvia Fomina e Param Vir
- 1994 – Hans-Jürgen von Bose, Marc-André Dalbavie e Luca Francesconi
- 1995 – Gerd Kühr e Philippe Hurel
- 1996 – Volker Nickel r Rebecca Saunders
- 1997 – Moritz Eggert e Mauricio Sotelo
- 1998 – Antoine Bonnet e Dr. Claus-Steffen Mahnkopf
- 1999 – Thomas Adès e Olga Neuwirth
- 2000 – Hanspeter Kyburz, Augusta Read Thomas e Andrea Lorenzo Scartazzini
- 2001 – Isabel Mundry, André Werner e José María Sánchez-Verdú
- 2002 – Mark Andre, Jan Müller-Wieland e Charlotte Seither
- 2003 – Chaya Czernowin, Christian Jost e Jörg Widmann
- 2004 – Fabien Lévy, Johannes Maria Staud e Enno Poppe
- 2005 – Sebastian Claren, Philipp Maintz e Michel van der Aa
- 2006 – Jens Joneleit, Alexander Muno e Athanasia Tzanou
- 2007 – Vykintas Baltakas e Markus Hechtle
- 2008 – Dieter Ammann, Márton Illés e Wolfram Schurig
- 2009 – Francesco Filidei, Miroslav Srnka e Lin Yang
- 2010 – Pierluigi Billone, Arnulf Herrmann, Oliver Schneller
- 2011 – Steven Daverson, Hèctor Parra, Hans Thomalla
- 2012 – Luke Bedford, Zeynep Gedizlioğlu, Ulrich Alexander Kreppein
- 2013 – David Philip Hefti, Samy Moussa, Marko Nikodijevic
- 2014 – Simone Movio, Brigitta Muntendorf, Luis Codera Puzo
- 2015 – Birke Bertelsmeier, Mark Barden, Christian Mason
- 2016 – Milica Djordjević, David Hudry, Gordon Kampe
- 2017 – Michael Pelzel, Simon Steen-Andersen, Lisa Streich
- 2018 – Clara Iannotta, Timothy McCormack, Oriol Saladrigues
- 2019 – Annesley Black, Ann Cleare, Mithatcan Öcal
- 2020 – Catherine Lamb, Francesca Verunelli, Samir Amarouch